# Holcoperla magna
Holcoperla magna är en bäcksländeart som beskrevs av Mclellan 1983. Holcoperla magna ingår i släktet Holcoperla och familjen Gripopterygidae. Inga underarter finns listade i Catalogue of Life.